# 列日华夫饼
列日华夫饼（法語：Gaufre de Liège），是比利时列日地区的特色华夫饼，特色在于形状为圆形且表面有珍珠糖（大块的糖块）。
这种华夫饼常在流动摊贩上现做现食。最早是在列日和 Verviers 地区开始销售由甜菜糖制作的珍珠糖时出现的，同期出现的使用珍珠糖的食品还有如Crqauelin脆糖面包、Verviers蛋糕和Cramique葡萄干切片面包 。

## 食谱
和普通华夫饼做法类似，主要成分为发酵面糊和肉桂 ，主要区别在于表面的珍珠糖（大块的糖块）。传统做法中使用6×4格的华夫饼模具，但倒入面糊时不会将模具填满，以此做成圆形无棱角的形状。